# HD99210
HD99210 — хімічно пекулярна зоря спектрального класу A6, що має видиму зоряну величину в смузі V приблизно  6,7.
Вона  розташована на відстані близько 558,5 світлових років від Сонця.

## Фізичні характеристики
Зоря HD99210 обертається 
порівняно повільно 
навколо своєї осі. Проєкція її екваторіальної швидкості на промінь зору становить  Vsin(i)= 49км/сек.